# 蓬萊盾蝸牛
蓬萊盾蝸牛（学名：Aegista hebes）为扁蝸牛科盾蝸牛屬下的一个种。該物種主要分佈於臺灣北部。該物種喜歡棲息在樹林或草叢中。